# Marele Day
Pour les articles homonymes, voir Day.
Marele Day, née le 4 mai 1947 à Sydney, en Australie, est une femme de lettres australienne, auteure de roman policier.

## Biographie
Marele Day fait des études à la Sydney Girls High School (en), au Sydney Teachers' College (en) et à l'université de Sydney.
Après un premier roman, Shirley’s Song publié en 1984, elle débute en 1988 avec The Life and Crimes of Harry Lavender, une série de romans consacrée à Claudia Valentine, détective privé à Sydney. Avec le troisième roman de cette série, The Last Tango of Dolores Delgado, elle est lauréate du prix Shamus 1993 du meilleur livre de poche original.
En 1997, elle remporte le prix Ned Kelly True Crime pour How to Write Crime, puis le prix Ned Kelly 2008 Lifetime Achievement.

## Œuvre

### Romans

#### SérieClaudia Valentine
- The Life and Crimes of Harry Lavender (1988)
- The Case of the Chinese Boxes (1990)
- The Last Tango of Dolores Delgado (1992)
- The Disappearances of Madalena Grimaldi (1994)

#### Autres romans
- Shirley’s Song (1984)
- Lambs of God (1997)
- Mrs Cook: The Real and Imagined Life of the Captain’s Wife (2003)
- The Sea Bed (2009)

### Recueil de nouvelles
- Mavis Levack, P.I. (2000)

### Autres ouvrages
- Successful Promotion by Writers (1993)
- How to Write Crime (1996)

## Prix et distinctions

### Prix
- Prix Shamus 1993 du meilleur livre de poche original pour The Last Tango of Dolores Delgado[1]
- Prix Ned Kelly 1997 True Crime pour How to Write Crime[2]
- Prix Ned Kelly 2008 Lifetime Achievement[3]